# كريس مداينا
كريستوفر إدوارد «كريس» مداينا (بالإنجليزية: Chris Medina)‏ (مواليد 30 نوفمبر 1983) هو المغني الأمريكي المولود في أوك فورست بولاية إلينوي. مداينا كان أبرز متسابق في   أمريكان آيدول  خلال موسمه العاشر  بأغنيته ، «ما هي الكلمات»، التي احتلت المرتبة الأولى  # 1 في النرويج والسويد، وبقيت في ذلك المركز  19 أسبوعا على التوالي. 11 في النرويج. وثمانية أسابيع في السويد.
أطلق أغنية في الأسواق  تسمى «ماهي الكلمات؟» في 25 فبراير 2011، يوم بعد أن تم اقصاءه  من  أمريكان آيدول. ووصل إلى قائمة أفضل 40 متنافسا من أصل 327. الأغنية دارت حول  خطيبته التي عانت من إصابة في الدماغ إثر  حادث سيارة  في يوم 2 أكتوبر 2009. احتلت الأغنية في البداية المرتبة   22 # على  الأغاني هيتسيكيرس، وثم حصلت على المركز 83# على قائمة أفضل 100 أغنية جديدة (البيلبورد). و  منذ ذلك الحين قد بيعت  61,000.نسخة أدى أغنية راقصة على  برنامج «ذا تونايت شو»  مع جاي لينو  يوم 28 فبراير 2011 وفي  «صباح الخير يا أمريكا » يوم 4 مارس 2011.

## السيرة الذاتية
كريس مداينا تخرج من كلية كولومبيا-شيكاغو.
كريس تلقي تذكرة ذهبية إلى هوليوود وكان ضمن أخر 40 متسابق قبل أن يتم إقصاؤه. وغطى فصله في  الموسم 10 من «أمريكان آيدول» عناوين المجلات والصحف عندما اغرورقتعينا جنيفر لوبيز بالدموع عند الكشف عن مصيره في البرنامج (أي اقصاؤه)..

## وصلات خارجية
- كريس مداينا على موقع IMDb (الإنجليزية)
- كريس مداينا على موقع ميوزك برينز (الإنجليزية)
- كريس مداينا على موقع ديسكوغز (الإنجليزية)

الرسمية أمام الصفحة *كريس مدينا  على فيسبوك.
المسؤول Youtube القناة *كريس مدينا
- كريس مدينا باند--شارع شعبة  على فيسبوك.
- كريس مدينا باند--تمكن الهيئة